# ماكنزي الادجيم
ماكنزي الادجيم (بالإنجليزية: Mackenzie Aladjem)‏ هي راقصة وممثلة أمريكية، ولدت في 11 سبتمبر 2001 في الولايات المتحدة.

## أعمال

### أفلام
- (2012) هذا هو سن الأربعين[4]

### مسلسلات
- ذا ميدل
- هاواي فايف أو

## وصلات خارجية
- ماكنزي الادجيم على موقع IMDb (الإنجليزية)
- ماكنزي الادجيم على موقع ألو سيني (الفرنسية)
- ماكنزي الادجيم على موقع أول موفي (الإنجليزية)
- ماكنزي الادجيم على موقع قاعدة بيانات الفيلم (الإنجليزية)
- ماكنزي الادجيم على موقع كينوبويسك (الروسية)